# Fléville-devant-Nancy
Pour les articles homonymes, voir Fléville (homonymie) et Nancy (homonymie).
Fléville-devant-Nancy est une commune française située dans le département de Meurthe-et-Moselle, en région Grand Est. La ville fait partie de la métropole du Grand Nancy. Ses habitants sont appelés les Flévillois.

## Géographie

### Localisation
Fléville se situe au sud de Nancy, à une dizaine de kilomètres du centre urbain. Malgré cette proximité, la commune a su garder un aspect rural et un environnement agricole. Fléville s'étend sur 7,4 km².
| Houdemont | Heillecourt | Laneuveville-devant-Nancy |
|           | Fléville    | Ville-en-Vermois          |
| Ludres    |             | Lupcourt                  |

### Géologie et relief
Hydrogéologie et climatologie : Système d’information pour la gestion des eaux souterraines du bassin Rhin-Meuse :
Territoire communal : Occupation du sol (Corinne Land Cover) ; Cours d'eau (BD Carthage),
Géologie : Carte géologique ; Coupes géologiques et techniques,
 Hydrogéologie : Masses d'eau souterraine ; BD Lisa ; Cartes piézométriques.
La ville se partage en plusieurs quartiers. Le village est le centre-ville et se situe autour du château, les hauts de Fléville se situant eux au sud de la ville, l'Orée du Bois, à l'écart de la ville, est à deux kilomètres au nord, en bordure de la ville voisine, Heillecourt.

### Hydrographie
La commune est dans le bassin versant du Rhin au sein du bassin Rhin-Meuse. Elle est drainée par le canal de jonction (embranchement de Nancy), le ruisseau de Frocourt, le ruisseau de la Prairie, le ruisseau de l'Étang et le ruisseau des Prays Frahaut,,.

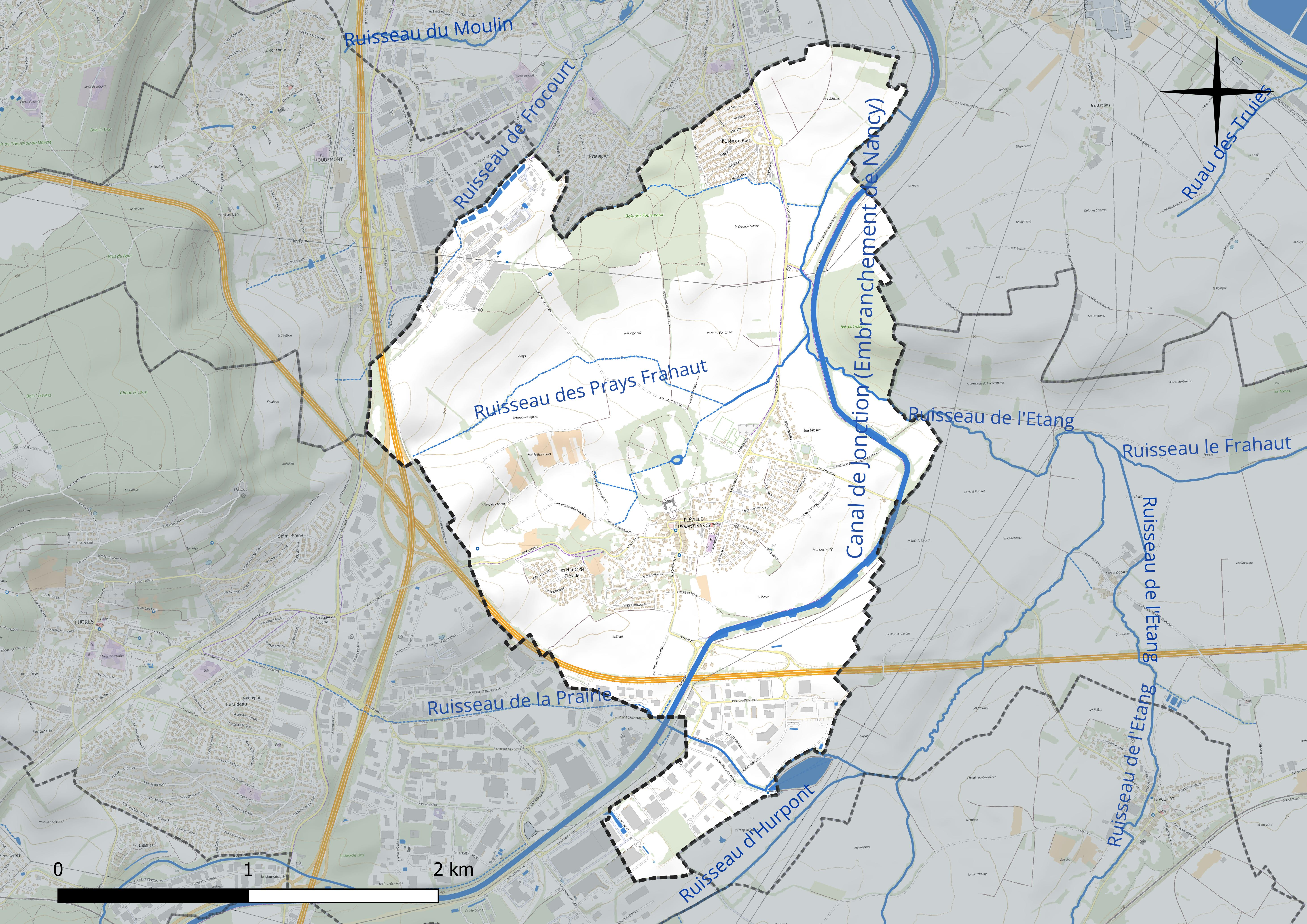
Réseau hydrographique de Fléville-devant-Nancy.

### Climat
Pour des articles plus généraux, voir Climat du Grand Est et Climat de Meurthe-et-Moselle.
En 2010, le climat de la commune est de type climat océanique dégradé des plaines du Centre et du Nord, selon une étude du Centre national de la recherche scientifique s'appuyant sur une série de données couvrant la période 1971-2000. En 2020, Météo-France publie une typologie des climats de la France métropolitaine dans laquelle la commune est exposée à un climat semi-continental et est dans la région climatique  Lorraine, plateau de Langres, Morvan, caractérisée par un hiver rude (1,5 °C), des vents modérés et des brouillards fréquents en automne et hiver. 
Pour la période 1971-2000, la température annuelle moyenne est de 9,8 °C, avec une amplitude thermique annuelle de 17 °C. Le cumul annuel moyen de précipitations est de 792 mm, avec 11,8 jours de précipitations en janvier et 9,4 jours en juillet. Pour la période 1991-2020, la température moyenne annuelle observée sur la station météorologique de Météo-France la plus proche, « Nancy-Essey », sur la commune de Tomblaine à 7 km à vol d'oiseau, est de 11,0 °C et le cumul annuel moyen de précipitations est de 746,3 mm. 
La température maximale relevée sur cette station est de 40,1 °C, atteinte le 24 juillet 2019 ; la température minimale est de −24,8 °C, atteinte le 21 février 1956,,. 
Les paramètres climatiques de la commune ont été estimés pour le milieu du siècle (2041-2070) selon différents scénarios d'émission de gaz à effet de serre à partir des nouvelles projections climatiques de référence DRIAS-2020. Ils sont consultables sur un site dédié publié par Météo-France en novembre 2022.

## Urbanisme

### Typologie
Au 1er janvier 2024, Fléville-devant-Nancy est catégorisée ceinture urbaine, selon la nouvelle grille communale de densité à sept niveaux définie par l'Insee en 2022.
Elle appartient à l'unité urbaine de Ludres, une agglomération intra-départementale regroupant deux  communes, dont elle est une commune de la banlieue,,. Par ailleurs la commune fait partie de l'aire d'attraction de Nancy, dont elle est une commune de la couronne,. Cette aire, qui regroupe 353 communes, est catégorisée dans les aires de 200 000 à moins de 700 000 habitants,.

### Occupation des sols
L'occupation des sols de la commune, telle qu'elle ressort de la base de données européenne d’occupation biophysique des sols Corine Land Cover (CLC), est marquée par l'importance des territoires agricoles (63,4 % en 2018), en diminution par rapport à 1990 (72,8 %). La répartition détaillée en 2018 est la suivante : terres arables (36,9 %), prairies (19,8 %), zones industrielles ou commerciales et réseaux de communication (12,7 %), zones urbanisées (11,7 %), forêts (8,7 %), zones agricoles hétérogènes (6,8 %), espaces verts artificialisés, non agricoles (3,5 %). L'évolution de l’occupation des sols de la commune et de ses infrastructures peut être observée sur les différentes représentations cartographiques du territoire : la carte de Cassini (XVIIIe siècle), la carte d'état-major (1820-1866) et les cartes ou photos aériennes de l'IGN pour la période actuelle (1950 à aujourd'hui).

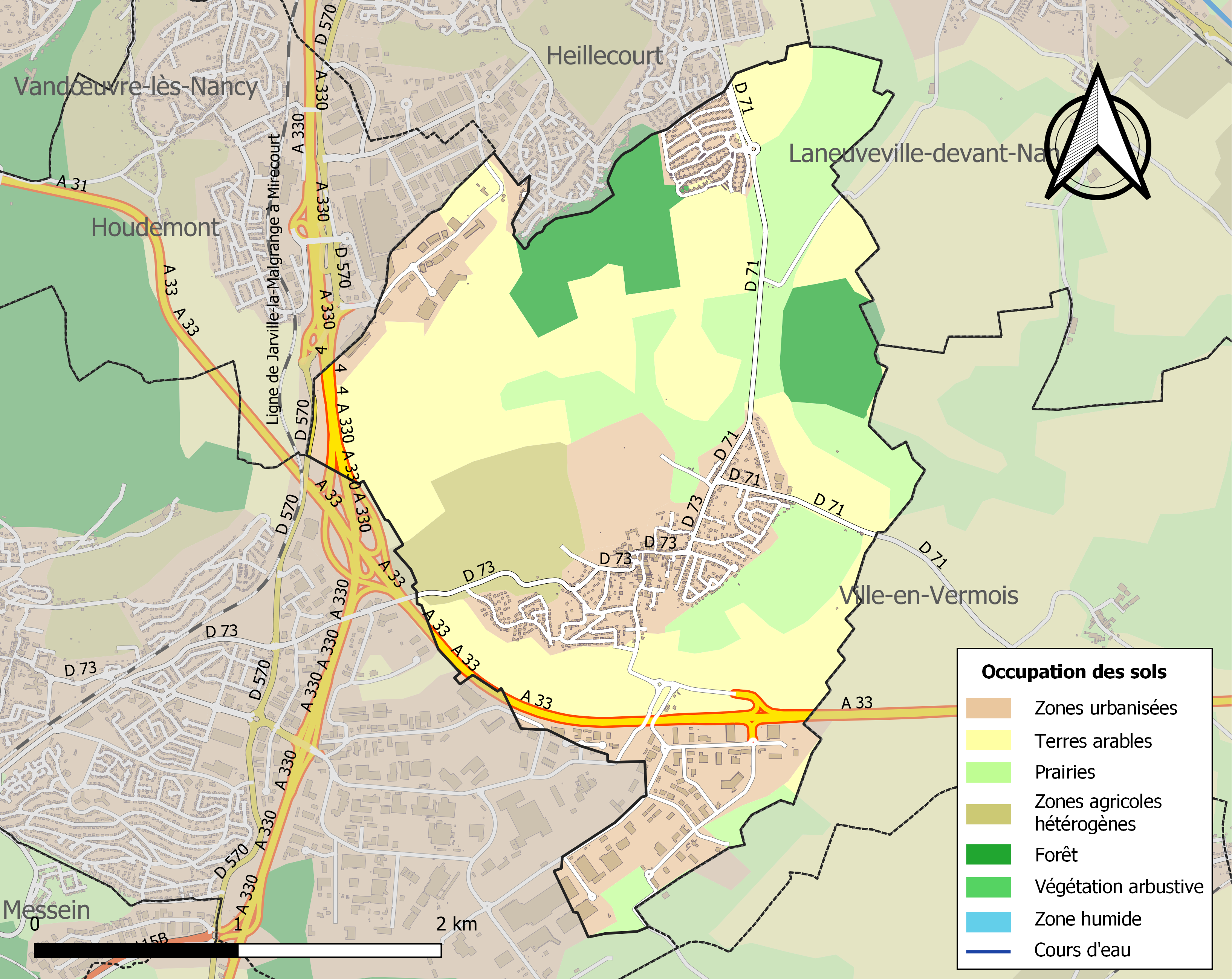
Carte des infrastructures et de l'occupation des sols de la commune en 2018 (CLC).

### Voies de communication et transports

#### Voies de communication
- Voie cyclable.
- Sortie n° 3 de l'autoroute A33 (France).
- Canal de jonction de Nancy reliant le canal de l'Est au canal de la Marne au Rhin.

#### Transports en commun
- Fluo Grand Est.

Fléville est reliée au Grand Nancy grâce aux lignes du réseau de transport de l'agglomération nancéienne appelé Réseau Stan :
* Ligne 21 : Ludres Marvingt / Fléville - Nancy Gare.
* Ligne 56 (scolaire) : Fléville - Jarville Sion.
* Ligne 66 (scolaire) : Fléville - Villers lycée Stanislas.
* Ligne 67 (scolaire) : Fléville l'Orée du Bois - Ludres J.-Monod.

## Toponymie
Le nom de la localité est attesté sous les formes Alodium in Flabodi villa (1127-1168) ; Fleuville (1294) ; Fluville (1298) ; Flueville (1392) ; Fléville-lès-Nancy (1779).

Fléville est à seulement 12,5 Km au sud de Nancy.

## Histoire
L'histoire de Fléville remonte aux Carolingiens.

### Accident aérien

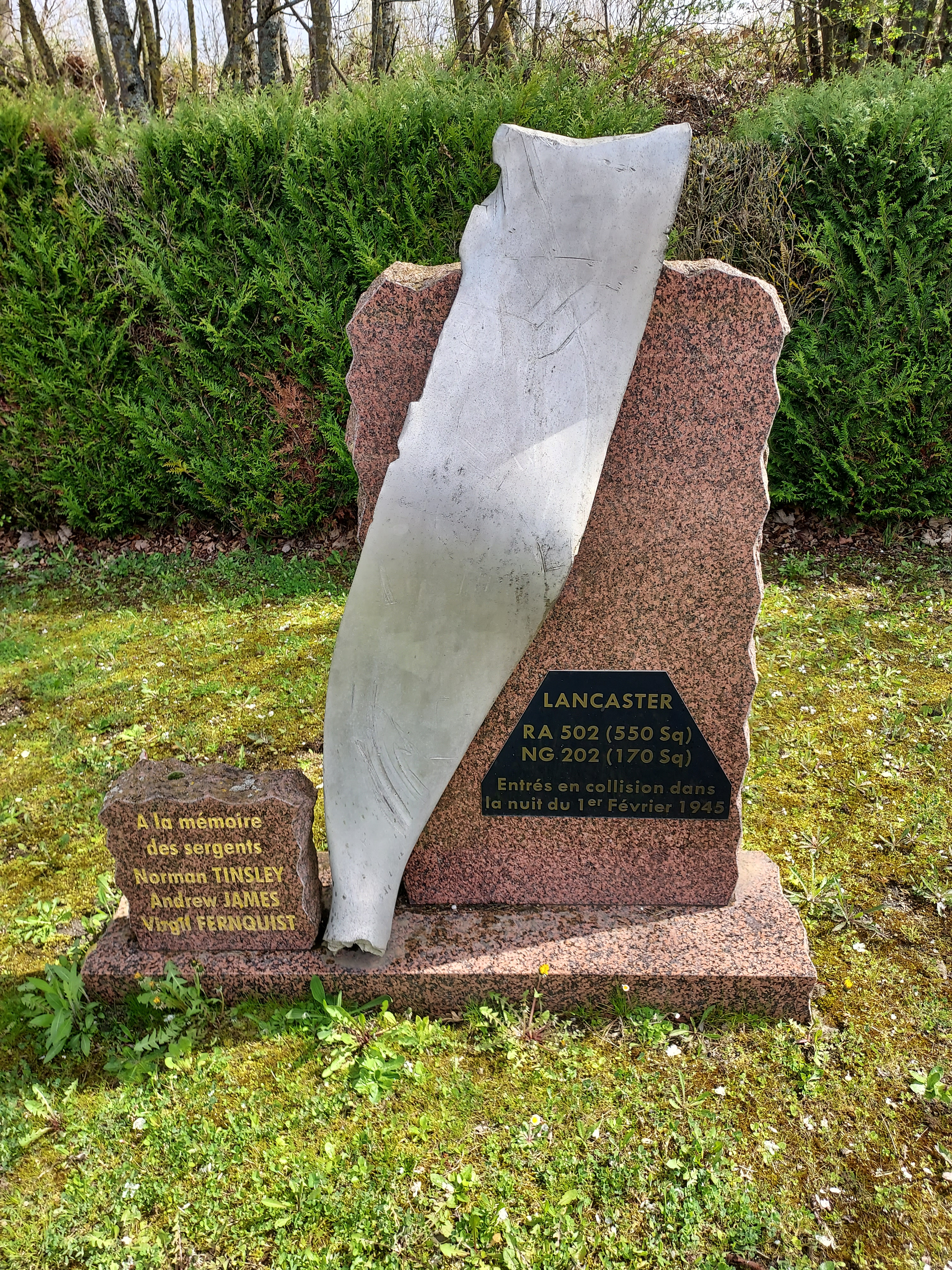
Monument en mémoire de l'accident de 1945 à Fléville.

Pendant la Seconde Guerre mondiale, un bombardier Lancaster RA 502 de la Royal Air Force s'est écrasé à Fléville dans la nuit du 1er au 2 février 1945 alors qu’il revenait d’une mission au-dessus de l'Allemagne (bombarder Ludwigshafen, dans la Ruhr).
Les débris de l'appareil ont été découverts le 23 juillet 1997 à l'occasion de l'aménagement d'une voie d'accès à la future usine d’incinération de déchets dans la zone industrielle de Ludres-Fléville. Une fouille archéologique a permis d'identifier l'appareil. Une stèle commémorative comportant une pale d'hélice a été érigée en 1998 à l'endroit où le bombardier s'est écrasé : 48° 37′ 02″ N, 6° 12′ 06″ E.

## Politique et administration

### Liste des maires
| Période                                  | Période   | Identité                                        | Étiquette | Qualité                           |
| ---------------------------------------- | --------- | ----------------------------------------------- | --------- | --------------------------------- |
| Les données manquantes sont à compléter. |           |                                                 |           |                                   |
| 1908                                     | 1919      | Jacques de Lambel                               |           |                                   |
| 1919                                     | 1941      | René de Lambel                                  |           |                                   |
| 1941                                     | mars 1959 | Léon Ducret                                     |           |                                   |
| mars 1959                                | mars 1965 | Jean Royer                                      |           |                                   |
| mars 1965                                | mars 1977 | Thierry de Lambel                               |           |                                   |
| mars 1977                                | mars 1989 | Jean Le Brasseur                                |           | DVD                               |
| mars 1989                                | mars 2008 | Jean-Marie Girard                               | DVD       |                                   |
| mars 2008                                | En cours  | Alain Boulanger, Réélu pour le mandat 2020-2026 |           | Ancienne profession intermédiaire |

### Budget et fiscalité 2021
En 2021, le budget de la commune était constitué ainsi :
- total des produits de fonctionnement : 1 842 000 €, soit 814 € par habitant ;
- total des charges de fonctionnement : 1 670 000 €, soit 738 € par habitant ;
- total des ressources d'investissement : 758 000 €, soit 335 € par habitant ;
- total des emplois d'investissement : 1 049 000 €, soit 464 € par habitant ;
- endettement : 364 000 €, soit 161 € par habitant.

Avec les taux de fiscalité suivants :
- taxe d'habitation : 6,18 % ;
- taxe foncière sur les propriétés bâties : 27,71 % ;
- taxe foncière sur les propriétés non bâties : 15,74 % ;
- taxe additionnelle à la taxe foncière sur les propriétés non bâties : 0,00 % ;
- cotisation foncière des entreprises : 0,00 %.

Chiffres clés Revenus et pauvreté des ménages en 2020 : médiane en 2020 du revenu disponible, par unité de consommation : 27 300 €.

### Situation administrative
Fléville-devant-Nancy fait partie, depuis la réorganisation de 2014, du canton de Jarville-la-Malgrange. Avant cela, la ville faisait partie du canton de Tomblaine.

### Jumelages
Armsheim (Allemagne) depuis 1988.

## Population et société

### Démographie
L'évolution du nombre d'habitants est connue à travers les recensements de la population effectués dans la commune depuis 1793. Pour les communes de moins de 10 000 habitants, une enquête de recensement portant sur toute la population est réalisée tous les cinq ans, les populations de référence des années intermédiaires étant quant à elles estimées par interpolation ou extrapolation. Pour la commune, le premier recensement exhaustif entrant dans le cadre du nouveau dispositif a été réalisé en 2008.

En 2022, la commune comptait 2 187 habitants, en évolution de −4,41 % par rapport à 2016 (Meurthe-et-Moselle : −0,13 %, France hors Mayotte : +2,11 %).
| 1793 | 1800 | 1806 | 1821 | 1831 | 1836 | 1841 | 1846 | 1851 |
| ---- | ---- | ---- | ---- | ---- | ---- | ---- | ---- | ---- |
| 320  | 316  | 344  | 340  | 356  | 354  | 321  | 325  | 353  |

| 1856 | 1861 | 1872 | 1876 | 1881 | 1886 | 1891 | 1896 | 1901 |
| ---- | ---- | ---- | ---- | ---- | ---- | ---- | ---- | ---- |
| 359  | 359  | 338  | 305  | 418  | 365  | 370  | 364  | 322  |

| 1906 | 1911 | 1921 | 1926 | 1931 | 1936 | 1946 | 1954 | 1962 |
| ---- | ---- | ---- | ---- | ---- | ---- | ---- | ---- | ---- |
| 304  | 301  | 253  | 249  | 250  | 255  | 271  | 310  | 346  |

| 1968 | 1975  | 1982  | 1990  | 1999  | 2006  | 2008  | 2013  | 2018  |
| ---- | ----- | ----- | ----- | ----- | ----- | ----- | ----- | ----- |
| 323  | 1 578 | 2 009 | 2 751 | 2 624 | 2 441 | 2 390 | 2 341 | 2 238 |

| 2022  | - | - | - | - | - | - | - | - |
| ----- | - | - | - | - | - | - | - | - |
| 2 187 | - | - | - | - | - | - | - | - |

### Enseignement
Le village dispose d'une école maternelle et d'une école primaire Jules-Renard situées toutes deux dans le centre-ville.

### Manifestations culturelles et festivités
- La fête de l’Œuf (mois de mai), grand événement se déroulant une année sur deux. Durant ce mois, la ville ne se nomme pas Fléville, mais Floeufville.
- La chasse aux œufs de Pâques (mois d'avril) est un événement réservé aux enfants de la ville qui se passe dans le parc du château de Fléville.
- La Saint-Nicolas (mois de décembre). Fléville est une étape du passage du saint patron dans toutes les villes de l'agglomération de Nancy, avec un feu d'artifice tiré dans la cour du château de Fléville.

### Sports
- Complexe sportif (football, tennis, ministade).
- Salle Jean-Michel-Moreau (multisports).

### Culte
- Culte catholique, Paroisse Saint François de Sales[30], Diocèse de Nancy

## Économie
- Centre-ville (commerces de proximité ; entreprises de services).
- Zone industrielle située sur le territoire de Ludres et de Fléville[31].
- Pôle commercial[32].

## Culture locale et patrimoine

### Lieux et monuments

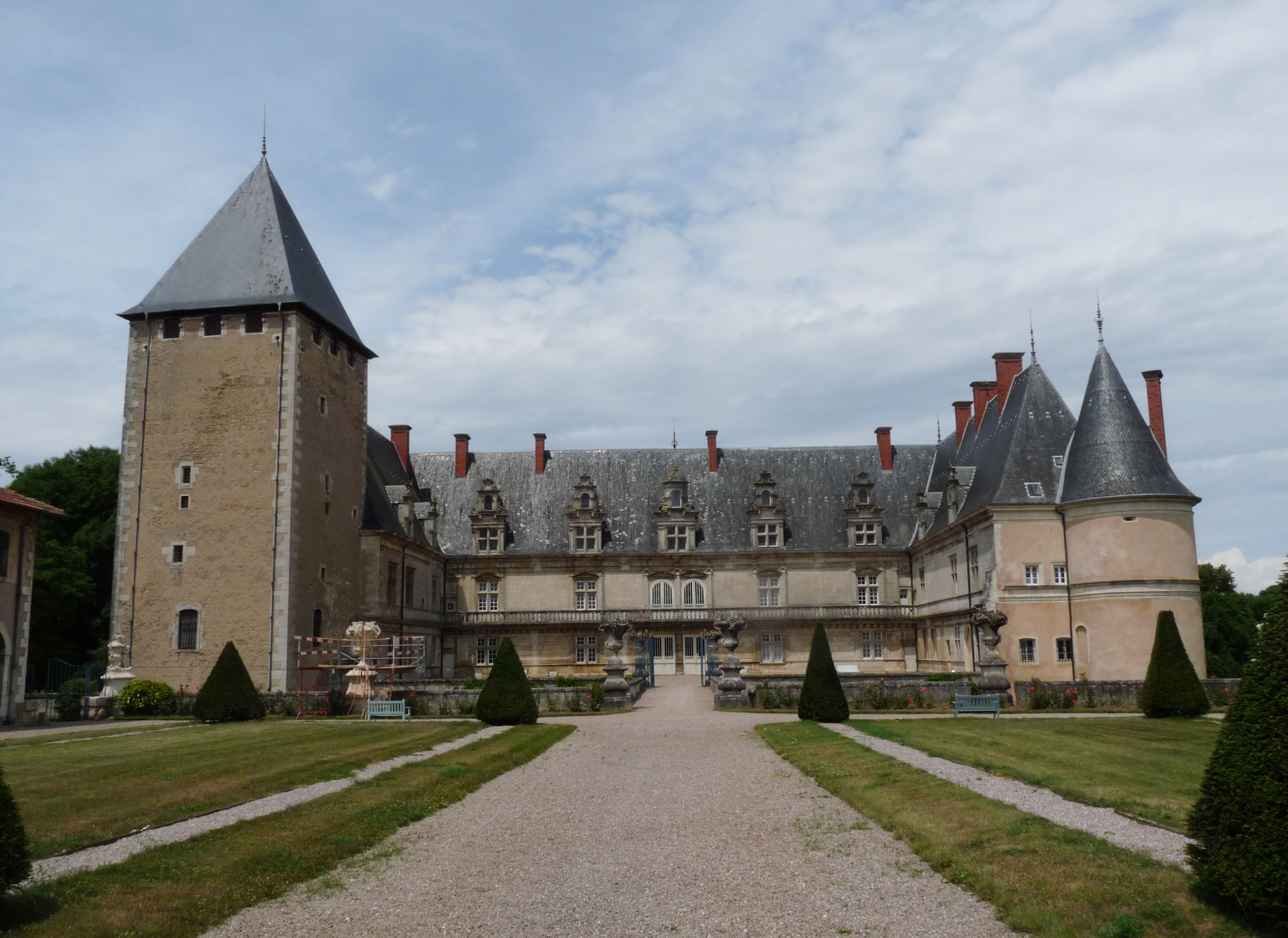
Château de Fléville.

#### Édifices civils
- Le château de Fléville[33],[34] et son grand parc[35],[36] sont classés au titre des monuments historiques successivement en 1982, 1991 et 2007[37].

Donjon.
Chapelle castrale.
Ermitage.
Pigeonnier.
Orangerie.
- Canal de jonction Est-Sud. Jonction qui relie le Canal de l'Est au Canal de la Marne et au Rhin. 18 écluses au total, dont 10 situées sur le territoire de la commune de Fléville.
- Stèle en souvenir de la collision des Lancaster RA502 et NG202, dans la nuit du 1er février 1945[43].
- Monument du souvenir Seconde Guerre mondiale.
- Monument aux morts[44] : Conflits commémorés : Guerres 1914-1918 - 1939-1945.

#### Édifices religieux

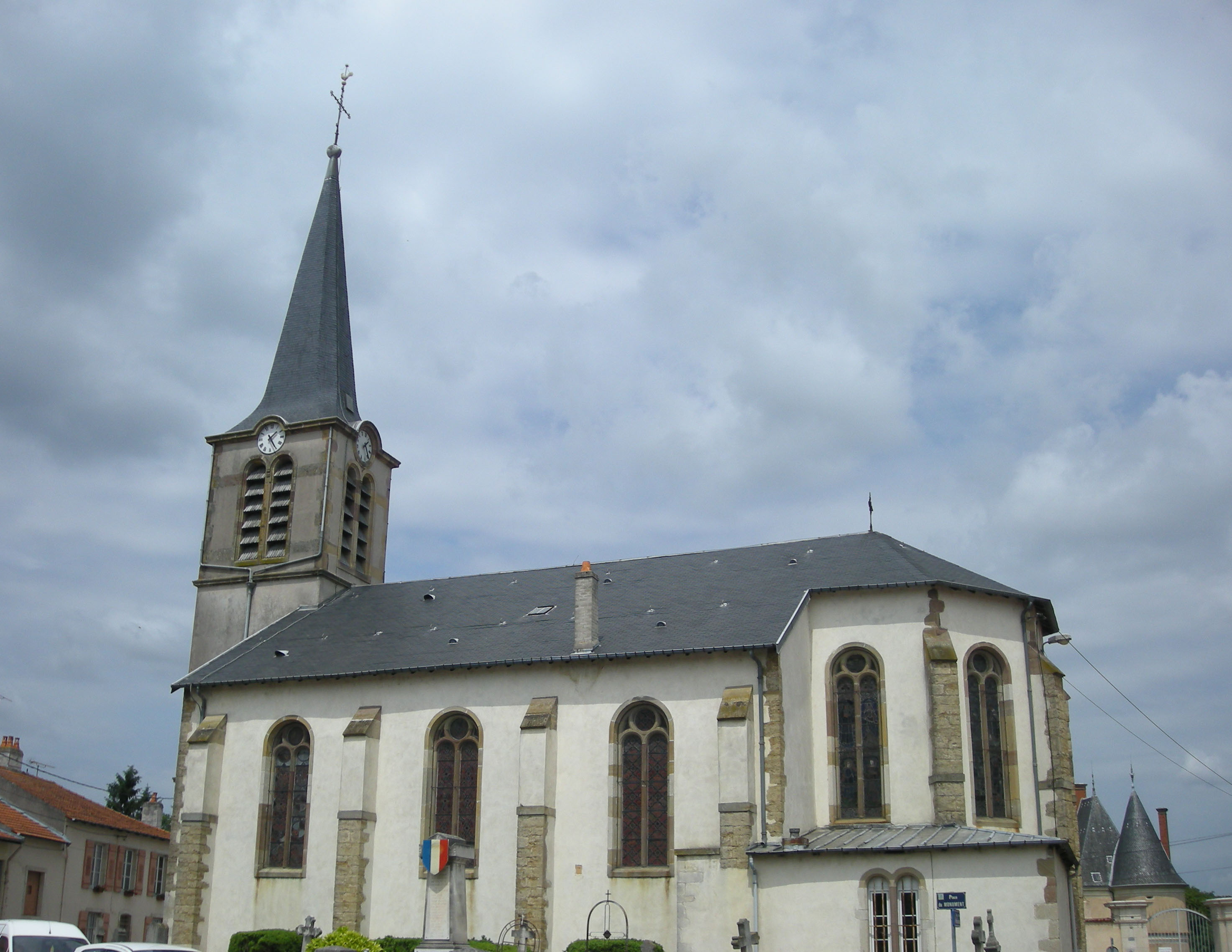
Église Saint-Pancrace.
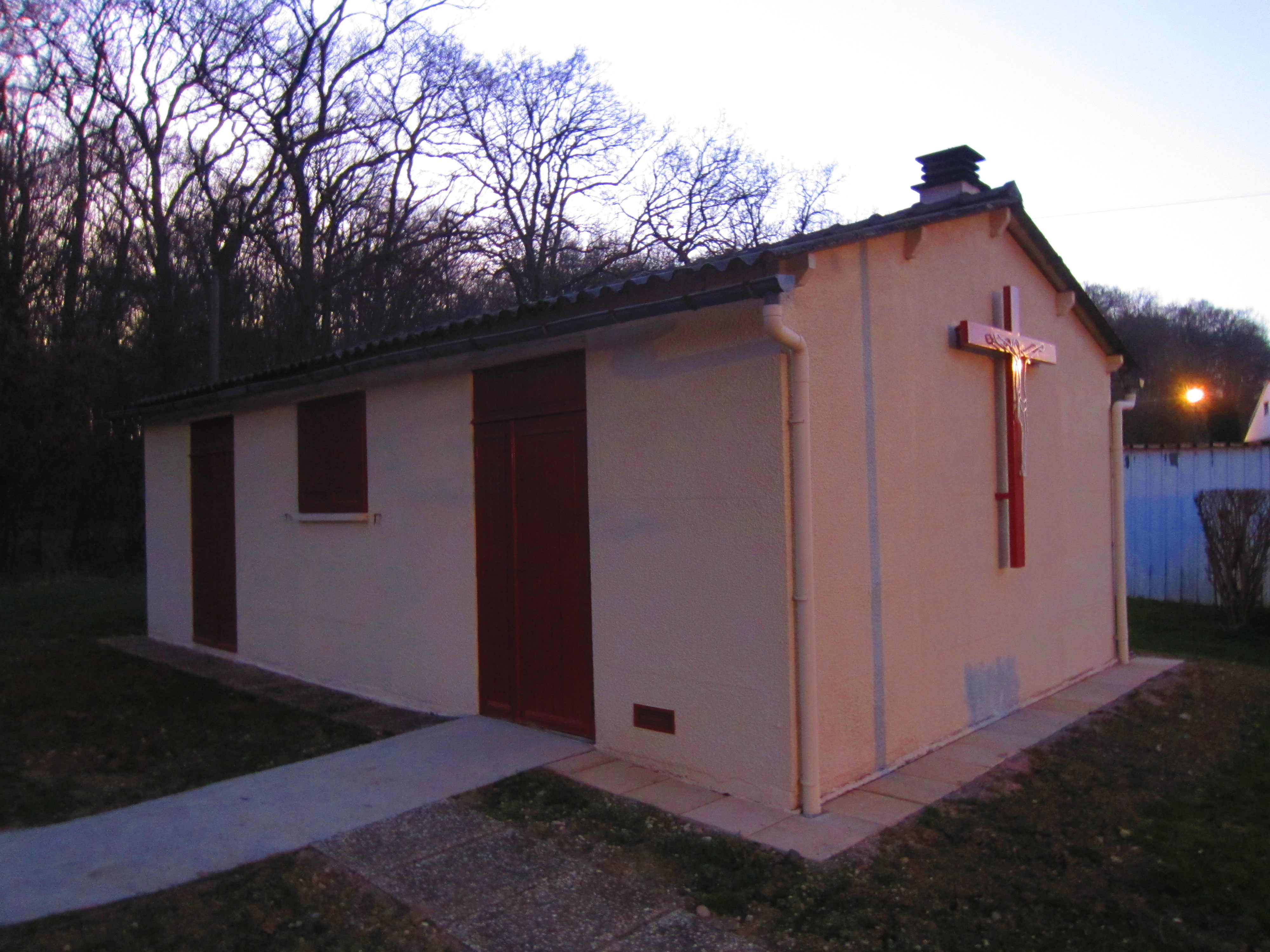
Chapelle du quartier de l'Orée-du-Bois.
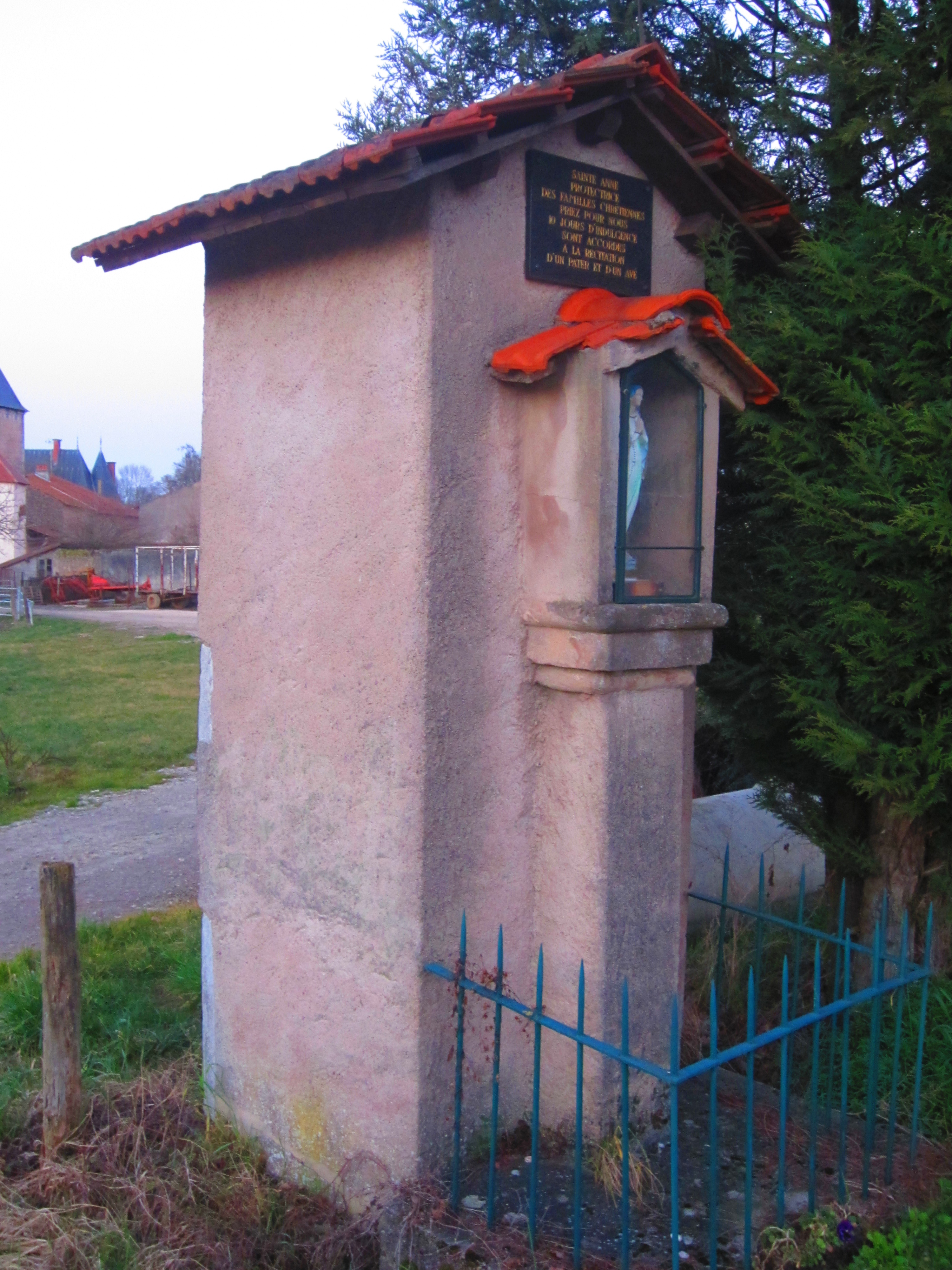
Oratoire de Sainte-Anne.

- Église Saint-Pancrace XIXe siècle[45].

Reliquaire-monstrance.
Meuble de sacristie, tableaux : l'Annonciation, l'Adoration des Mages, l'Adoration des bergers.
Jusque dans les années 1980, l’église de Fléville hébergeait un buffet d’orgue, disparu depuis, dont le style, apparenté à celui de Chaligny, pouvait être attribué à Joseph Stezle.
- Chapelle du quartier de l'Orée-du-Bois XXe siècle[49].
- Oratoire de Sainte-Anne[50].

### Équipements culturels
- Salle Jules-Renard (restauration scolaire et salle des fêtes).
- Maison des associations.
- Maison de la vie.
- Salle des fêtes.
- Chemin de Sainte-Anne.

### Personnalités liées à la commune
- Louis Thiry (1935-2019), organiste né à Fléville, improvisateur, professeur et compositeur français aveugle.

### Héraldique, logotype et devise
| Blason de Fléville-devant-Nancy | Blason  | De vair plain.                                                |
| Blason de Fléville-devant-Nancy | Détails | Adopté pour blason communal, l'écu de la famille de Fléville. |